# 海よりもまだ深く
『海よりもまだ深く』（うみよりもまだふかく）は、2016年5月21日に公開された日本映画。監督は是枝裕和。主演は阿部寛。
団地を舞台に、売れない小説家の主人公と、団地に一人住まいのその母親、別れた元妻とその息子。こんなはずじゃなかったと今を生きる家族を映したストーリー。
第69回カンヌ国際映画祭「ある視点」部門出品作品。第26回フィルムズ・フロム・ザ・サウス映画祭（ノルウェー）でシルバー・ミラー賞（最高賞）。
キャッチコピーは「夢見た未来とちがう今を生きる、元家族の物語」。

## 製作
主演の阿部寛は映画『歩いても 歩いても』（2008年）、『奇跡』（2011年）、ドラマ『ゴーイング マイ ホーム』、本作と是枝作品には4度目の出演。（主演は3度目）。『歩いても 歩いても』以来の樹木希林と親子役を演じる。
阿部が『歩いても 歩いても』で演じた主人公は"横山良多"で、『ゴーイング マイ ホーム』で演じた主人公は"坪井良多"。本作の主人公も"良多"と役名が共通している。「良多」は是枝監督の学生時代の友人の名前であり、『そして父になる』（2013年）では主演の福山雅治が"野々宮良多"役を演じるなど是枝作品にはよく出てくる役名である。
樹木が演じる母・淑子が住んでいる団地は是枝監督が28歳まで実際に住んでいた東京都清瀬市の旭が丘団地が使われた。
映画タイトルは、本編にも登場するテレサ・テンの「別れの予感」の歌詞から。

## 物語
作家の篠田良多は、島尾敏雄文学賞を受賞した経歴を持っていた。だが、その後15年は鳴かず飛ばずで、今は「小説のリサーチ」と称して興信所に勤めて生計を立てている。出版社からは漫画の原作をやらないかと勧められてはいたが、純文学作家のプライドから二の足を踏んでいたのだった。そのクセ、ギャンブルには目がなく、少し稼ぎがあればそこにつぎ込むばかりでいつも金欠状態であり、母親の淑子や姉の千奈津に金をせびる毎日を送っていた。そんな彼に愛想を尽かした妻の響子は離婚して久しく、月に一度、一人息子の真吾と会わせることと引き換えに養育費5万円を求めるほかは、一緒に食事することすら拒んでいた。だが、そんな良多にも父親としての意地があり、真吾に会う時には、養育費は用意できなくてもどうにか金を都合してプレゼントは用意していた。
台風が日本に接近しているある日、良多は月に一度の息子と会える日を持った。響子は、元夫である彼が、自分の新しい恋人のことをすでに調査していることに呆れ、冷たい態度を崩さない。それでも天気の崩れかたを危ぶみ、親子三人、淑子のアパートで一夜を過ごすこととなった。父親を心配して調子を合わせる真吾は、眠れずに父と一緒に嵐のなかを外出、公園の滑り台に籠って駄菓子を味わう。戯れに話し込む親子は、将来の夢について言葉を交わす。考え込む良多は、翌日からの自分のことを振り返ってみるのだった。
翌日、晴れ渡った空のもと、団地を出る親子の姿があった。

## キャスト
- 篠田良多：阿部寛
- 白石響子（良多の元妻）：真木よう子
- 中島千奈津（良多の姉）：小林聡美[8]
- 山辺康一郎：リリー・フランキー[8]
- 町田健斗：池松壮亮[8]
- 白石真悟（良多の息子）：吉澤太陽
- 愛美（まなみ）：中村ゆり
- 福住：小澤征悦
- 三好（編集社の社員）：古舘寛治
- 夏実（良多の幼なじみ）：峯村リエ
- 安藤（尾行される依頼人）：黒田大輔
- 安藤未来（みく：安藤の妻）：松岡依都美
- 真田（高校生）：葉山奨之
- 二村（質屋）：ミッキー・カーチス
- 二村の妻：松本じゅん
- 長岡（団地の住民）：立石涼子
- 森（団地の住民）：東山明美
- 市村（団地の住民）：今本洋子
- 手代木（団地の住民）：池田道枝
- 野口（依頼人）：福井裕子
- 正隆（千奈津の夫）：高橋和也
- 彩珠（千奈津の子）：蒔田彩珠
- みのり（千奈津の子）：一栁みのり
- 仁井田（団地の住民）：橋爪功
- 篠田淑子（良多の母）：樹木希林
- 戸部洋子、増山さやか、垣花正、新保友映、なすなかにし、黒川明子、末広矩行、佐渡未来 ほか

## スタッフ
- 原案・脚本・編集・監督 - 是枝裕和
- 音楽 - ハナレグミ
  - 編曲演奏 - 永積崇、Icchie,YOSSY（YOSSY LITTLE NOISE WEAVER）
- 撮影 - 山崎裕
- 照明 - 尾下栄治
- 録音 - 弦巻裕
- 音響効果 - 岡瀬晶彦
- 美術 - 三ツ松けいこ
- 装飾 - 松葉明子
- 衣裳 - 黒澤和子
- 助監督 - 兼重淳、遠藤薫
- ヘアメイク - 酒井夢月
- スクリプター - 矢野千鳥
- キャスティング - 田端利江
- 制作担当 - 中円尾直子
- ロケ協力 - 清瀬旭が丘団地、立川競輪場、西武商店街　ほか
- 協力 - ニッポン放送、セントラルミュージック
- 製作者 - 石原隆、川城和実、藤原次彦、依田巽
- エグゼクティブプロデューサー - 桑田靖、濱田健二、中江康人、松下剛
- プロデューサー - 松崎薫、代情明彦、田口聖
- 制作プロダクション - AOI Pro.
- 製作 - フジテレビ、バンダイビジュアル、AOI Pro.、ギャガ

## 主題歌
- ハナレグミ「深呼吸」（Victor Entertainment / Speedstar Records）
  - ハナレグミの永積崇が本作の主人公・良多の気持ちを自分と重ねながら書き下ろした楽曲[9]。
  - ミュージックビデオは、映画と同様に是枝裕和が監督を務め、池松壮亮が演じた町田を主人公にした映画のサイドストーリー[9]。映画の世界をそのままに町田と家族の切ない物語が描かれている。

## テレビ放送
| 回 | 放送日         | 放送時間（JST）    | 放送局     | 放送枠   | 備考 |
| -- | -------------- | ------------------ | ---------- | -------- | --- |
| 1  | 2019年10月11日 | 金曜22:20 - 翌0:42 | フジテレビ | （なし） | 地上波初放送。ゲスト：阿部寛、解説ナレーター：バッキー木場。 『2019年ワールドカップバレーボール・男子』（日本×エジプト）中継延長で80分繰り下げ。 関東地区など一部地域のみ22:14に予告番組『まもなく海よりもまだ深く』を別途放送（こちらも80分繰り下げ）。 |